# بازارچه سپه
بازارچه سپه مربوط به دوره قاجار است و در قزوین، خیابان شهدا (سپه)، روبروی مسجد جامع واقع شده و این اثر در تاریخ ۱۹ مرداد ۱۳۸۴ با شمارهٔ ثبت ۱۲۸۹۸ به‌عنوان یکی از آثار ملی ایران به ثبت رسیده‌است.